# قرار است رازی را به تو بگویم
قرار است رازی را به تو بگویم (به انگلیسی: I'm Going to Tell You a Secret) فیلمی مستند محصول ۲۰۰۵ ایالات متحده آمریکا است که خواننده-ترانه‌پرداز مدونا را در تور جهانی بازآفرینی ۲۰۰۴ دنبال می‌کند.